# Yannic Kiehl
Yannic Kiehl (* 1. März 1993) ist ein deutscher American-Football-Spieler auf den Positionen der Offensive Line für die Frankfurt Galaxy in der European League of Football (ELF).

## Werdegang

### Jugend
Kiehl begann im Jahr 2005 bei den Ratingen Raiders mit dem Flag Football. Nach vier Jahren erreichte er die Altersgrenze und schloss sich den Typhoons des Düsseldorfer Theodor-Fliedner-Gymnasiums an, obwohl Kiehl selbst kein Schüler am Gymnasium war. Bei der Schul-AG Typhoons wurde Kiehl als linker Guard eingesetzt. 2011 spielte Kiehl während eines Auslandjahres in Massachusetts für die Whitman Handsom Panther Highschool-Football.

### Herren
Im Jahr 2013 begann Kiehl bei den Düsseldorf Panther seine Karriere im Herrenbereich. In seiner ersten Saison kam er in neun Spielen zum Einsatz und fand mit zwei Tackles Einzug in die Statistik. Im Jahr 2014 verloren die Panthers zwar alle zwölf Spiele, doch blieb der Verein aufgrund des Rückzugs der Hamburg Blue Devils erstklassig. Auch in der Folgesaison schloss Kiehl mit seinem Team die Saison als Letzter der Gruppe Nord ab, doch umgingen sie durch den Rückzug der Cologne Falcons erneut der Relegation. Im Jahr 2016 absolvierte Kiehl elf Spiele für die Panthers, mit denen er zum Saisonende abstieg. Nachdem die Panthers 2017 den Aufstieg verpassten, setzten sie sich in der Relegation 2018 gegen die Hamburg Huskies durch. Bei den Panthers spielte Kiehl vorrangig auf der Position des Offensive Tackle.
Im Dezember 2018 wurde Kiehls Wechsel zu den Potsdam Royals bekannt, womit der Offensive Lineman wieder in der höchsten deutschen Spielklasse spielte: „Ich habe mich entschieden ein Royal zu werden, weil ich fest daran glaube, dass dieses Team eine große Zukunft hat. Ich bin froh, ein Teil dieser Zukunft zu sein“, so Kiehl. In der Saison 2019 kam er in 14 Spielen zum Einsatz. Die Royals verpassten als Sechster in der Gruppe Nord den Einzug in die Play-offs. Im Januar 2020 nahm er an einem der Global Combines der Canadian Football League (CFL) teil.
Im Frühjahr 2020 wechselte Kiehl von den Potsdam Royals zu den Frankfurt Universe. Er begründete diesen Schritt mit dem Wunsch, die Play-offs zu erreichen und um den Meistertitel mitzuspielen. Aufgrund der COVID-19-Pandemie fiel die Saison 2020 komplett aus, sodass er kein Spiel für die Universe bestritt.
Zur historisch ersten Saison der European League of Football 2021 wurde Kiehl von der Frankfurt Galaxy unter Cheftrainer Thomas Kösling verpflichtet. Am ersten Spieltag ließ Kiehl gegen seinen direkten Gegenspieler Kasim Edebali der Hamburg Sea Devils keinen Sack zu. Nach Abschluss der regulären Saison wurde er in das ELF All Star Team berufen, welches in Berlin gegen eine US-Auswahl antreten durfte. Ende September 2021 wurde Kiehl zum NFL International Combine am 12. Oktober in London eingeladen. Nachdem Kiehl das Halbfinale verletzungsbedingt verpasst hatte, stand er beim ersten ELF Championship Game in Düsseldorf für die Galaxy wieder auf dem Feld. Das Spiel gewannen die Frankfurter mit 32:30 gegen die Hamburg Sea Devils: „Für mich als Düsseldorfer war es sehr emotional in Düsseldorf zu gewinnen. Der Bessere hat auf jeden Fall gewonnen“, so Kiehl. Anfang Februar 2022 gab Frankfurt Galaxy die Verlängerung mit Kiehl um eine weitere Saison bekannt. In der neunten Spielwoche zog sich Kiehl eine Verletzung zu, die das vorzeitige Saisonaus bedeutete. Kiehl verpasste die Saison 2023 aufgrund eines Bizepssehnenrisses.
Nationalmannschaft
Kiehl ist deutscher Nationalspieler. Bei den World Games 2017 in Breslau war er Teil des deutschen Teams, das als erste europäische Mannschaft die Delegation der USA schlug sowie schlussendlich die Silbermedaille gewann. Kiehl bezeichnete die Einberufung in den Nationalkader sowie den Einlauf bei den World Games als eine seiner schönsten Erlebnisse.

## Privates
Kiehl absolvierte eine Ausbildung zum Sport- und Fitnesskaufmann. Inzwischen arbeitet er hauptberuflich als Integrationshelfer und Teilhabeassistent.